# Arabia Terra
Arabia Terra är ett högland på planeten Mars som ligger på planetens norra halvklot. Området täcker en yta som är något större än Europa på jorden. Området är ungefär centrerat på 21° N och 6° Ö, med en maximal sträckning på 4850 km. I norr gränsar Arabia Terra mot låglandet Chryse Planitia. I området finns kratrar, vulkaniska kalderor, kanjoner och färgstarka stenformationer. Det finns en lång geologisk historia i området som sträcker sig till den noakiska perioden. Trots att området räknas till planetens högland, så ligger stora delar under planetens nollnivå (motsvarande jordens havsnivå). Arabia Terra sluttar neråt åt nordväst med de högst belägna delarna i sydöst ca 1 km över ytan och de lägst belägna delarna i nordväst som ligger ca 3 km under planetens nollnivå.
Ytan på Arabia Terra uppvisar tydliga geologiska lager och har formats av att forntida sedimentära lager eroderat bort. Erosionen har genom att ta bort lagren skapat platåer, mesor och platåberg (engelska: butte). Ursprunget till området tros vara en stor nedslagsbassäng i den tidiga marsianska historien. Vissa forskare menar att bassängen fylldes med vatten, i vilket sediment sjönk till botten och bildade olika geologiska lager. Under de klimatförändringar som Mars genomgått tros havet i området ha förångats och återbildats ett flertal gånger, vilket gett upphov till de distinkta lager som kan observeras. Andra forskare menar att lagren kan ha bildats av damm eller is i processer som liknar de vid planetens poler.
I samband med att Tharsisplatån bildades pressades Arabia Terra ut på motsatt sida av Mars, som en form av motvikt till den enorma platån. När området kom högre upp accelererade erosionen, vilket kommit att prägla terrängen sedan den så småningom sjönk ner.

## Vulkanism
Ett flertal kratrar i området har föreslagits vara kalderor som en gång i tiden gett upphov till mycket stora explosiva utbrott ("superutbrott"). I området finns dessutom "nött terräng" (engelska: "fretted terrain"), en speciell typ av terräng som består av låga slättområden och platåer som avgränsas med klippor, vilka på så vis skapar ett karaktäristiskt mönster av polygoner. Den nötta typen av terräng har föreslagits uppstå när forntida vulkaniskt material eroderas, varför förekomsten av terrängen skulle kunna indikera ett vulkaniskt aktivt område. Eftersom terrängen sträcker sig över ett stort område beräknas vulkanutbrotten ha varit särskilt kraftiga i Arabia Terra. I de nordvästra delarna av Arabia Terra har åtminstone sju möjliga forntida vulkaner beskrivits. Kvarvarande lager av kemiskt förändrad aska och olika typer av mineraler, som dessutom tunnas ut med avståndet från de föreslagna vulkanerna indikerar att området varit vulkaniskt aktivt.

## Vatten
Området innehåller relativt större mängder vatten jämfört med övriga delar av höglandet, ca 8 % räknat i vattenekvivalent väte. Vätet som upptäckts kan ha sitt ursprung antingen i hydratiserade mineraler eller kvarbliven is som tidigare har avlagrats i området via atmosfären. Förekomsten av hydratiserade mineraler, bland annat polyhydratiserade sulfater ger en fingervisning om att mineralerna någon gång varit i kontakt med vatten. Vissa forskningsresultat pekar på att det har förekommit vatten i området, men troligen bara under kortare perioder.